# Dizzy Gillespie

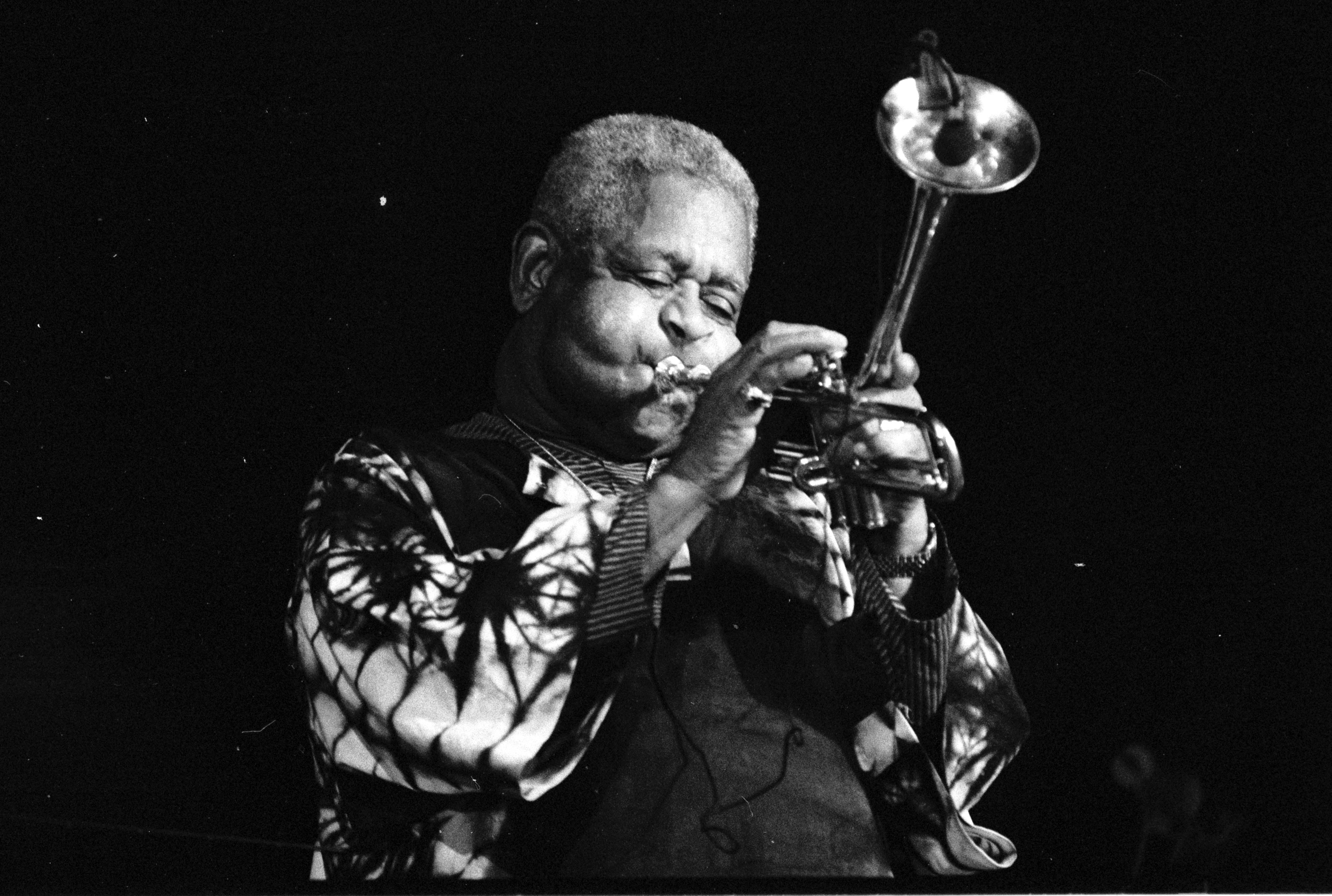
Dizzy Gillespie, 1991

John Birks "Dizzy" Gillespie (Cheraw (South Carolina), 21 oktober 1917 – Englewood (New Jersey), 6 januari 1993) was een toonaangevend Amerikaanse jazztrompettist, bandleider en componist.

## Leven en werk
Hij begon met trompetspelen op 13-jarige leeftijd. Gillespie verhuisde naar Philadelphia in 1935 om daar in 1937 met Teddy Hill een eerste ensemble te vormen. In het begin van de jaren veertig speelde hij reeds samen met jazzgrootheden Charlie Parker, Thelonious Monk en Kenny Clarke.
In 1945 begon hij zijn eigen kleine ensembles te leiden om de toen nieuwe bebopmuziek te spelen. Hij leidde zijn eigen bigband van 1946 tot 1950. Gillespie maakte in die periode pionierswerk in de jazz, met muziek die bestond uit een fusie tussen jazz, Latijns-Amerikaanse en Afro-Amerikaanse muziek. Zijn belangrijkste project uit de jaren zestig was een groep met onder anderen James Moody. Hij deed destijds ook nog een gooi naar het presidentschap maar werd niet verkozen.
Gillespie speelde vaak op een trompet waarvan de beker in een hoek van 45 graden stond; dit was een beetje zijn handelsmerk. Volgens zijn autobiografie kwam die knik in zijn trompet door een ongelukje op 6 januari 1953. Hierdoor veranderde de klank van de trompet, en dit beviel Gillespie. Ook Gillespies speelwijze was opvallend: hij speelde met bolle wangen, hetgeen zeer ongebruikelijk is voor een trompettist. Dit werd op een geweldige manier gedemonstreerd in een aflevering van The Muppet Show uit 1980. Hij overbluft Kermit door zijn wangen op te blazen.
Gillespie schreef vele jazzklassiekers zoals Manteca, A Night in Tunisia, Birk's Works en Con Alma.
In 1968 sloot hij zich aan bij het Bahá'í-geloof, waaruit hij veel inspiratie haalde.
In de jaren zeventig en tachtig vervulde hij vooral de rol van gevestigde waarde op de scene en was de basis van een heropleving van de bopmuziek. Hij vertolkte een muziekleraar (meneer Hampton) in de achtste aflevering van The Cosby Show, die op 8 november 1984 werd uitgezonden. In 1989 kwam er nog een cd uit met liveopnames van zijn eigen nummers. Gillespie speelde samen met een bigband, "Dizzy Gillespie and the United Nation Orchestra". De naam van dit album was Live at the Royal Festival Hall.
Hij vierde zijn vijfenzeventigste verjaardag nog met een seizoen optredens in New York, maar niet veel later werd bij hem kanker vastgesteld.

## Discografie
- 1937-49 The Complete RCA Victor Recordings
- 1941 The Immortal Charlie Christian (met Christian, Thelonious Monk, Delta Music re-released on Laserlight cassette)
- 1950 Bird & Diz
- 1952 Dee Gee Days - The Savoy Sessions
- 1953 Jazz at Massey Hall
- 1953 Diz & Getz (met Stan Getz, Oscar Peterson, Ray Brown, Max Roach, Herb Ellis)
- 1954 Afro
- 1956 Modern Jazz Sextet
- 1957 Sittin' In  (met Stan Getz, Coleman Hawkins)
- 1957 Dizzy Gillespie at Newport
- 1957 Sonny Side Up (met Sonny Rollins, Sonny Stitt)
- 1957 " Dizzy In Greece
- 1958 Birks' Works (Dizzy Gillespie Big Band)
- 1959 Have Trumpet, Will Excite!
- 1959 The Ebullient Mr. Gillespie
- 1960 A Portrait of Duke Ellington
- 1961 An Electrifying Evening with the Dizzy Gillespie Quintet
- 1962 Dizzy on the French Riviera (Philips Records)
- 1963 New Wave (Philips Records, met Lalo Schifrin, Bola Sete)
- 1963 Something Old, Something New
- 1963 Dizzy Gillespie and the Double Six of Paris
- 1964 Jambo Caribe (met James Moody, Kenny Barron)
- 1967 Swing Low, Sweet Cadillac
- 1968 Live at the Village Vanguard (met Sonny Lester)
- 1968 Reunion Big Band In Berlin (MPS Records)
- 1969 Strictly Bebop (met Babs Gonzalez, Tad Dameron, Sonny Rollins, Miles Davis, John Coltrane)
- 1971 Dizzy Gillespie and the Mitchell Ruff Duo In Concert (Mainstream Records)
- 1974 Oscar Peterson and Dizzy Gillespie
- 1975 Afro-Cuban Jazz Moods (met Machito, Chico O'Farrill, Mario Bauza)
- 1975 Jazz Maturity...Where It's Coming From
- 1975 Oscar Peterson and The Trumpet Kings - Jousts
- 1975 The Trumpet Kings at Montreux '75
- 1976 Dizzy's Party
- 1977 The Gifted Ones (met Count Basie)
- 1981 Digital at Montreux, 1980 (Toots Thielemans, Bernard Purdie)
- 1985 New Faces (met Robert Ameen, Branford Marsalis, Kenny Kirkland, Lonnie Plaxico, Charlie Christian)
- 1988 Oop Pop a Da (met Moe Koffman)
- 1989 Live at the Royal Festival Hall London July 10, 1989
- 1989 The Symphony Sessions (met Ron Holloway, Ed Cherry, John Lee, Ignacio Berroa)
- 1990 The Winter in Lisbon
- 1990 Rhythmstick (CTI Records)
- 1990 Live! at Blues Alley (met Ron Holloway, Ed Cherry, John Lee, Ignacio Berroa)
- 1992 Groovin' High
- 1992 To Bird With Love
- 1995 In Paris v.2 Vogue RCA 1995

## Filmografie
- 1983 Jazz in America (Embassy)
- 1986 In Redondo Beach/Jazz In America (Embassy)
- 1991 Dizzy Gillespie: A Night in Tunisia (VIEW)
- 1993 Live in London (Kultur Video)
- 1998 Dizzy Gillespie & Charles Mingus (Vidjazz)
- 1998 Dizzy Gillespie: Ages (Vidjazz)
- 1999 Jazz Casual: Dizzy Gillespie (Rhino)
- 2001 Jivin'in Be-Bop (Jazz Classic Video)
- 2001 Dizzy Gillespie: A Night in Chicago (VIEW)
- 2001 Live at the Royal Festival Hall 1987 (Pioneer)
- 2002 Live in Montreal (Image)
- 2003 20th Century Jazz Masters
- 2003 Swing Era (met Mel Torme) (Idem)
- 2005 Norman Granz Jazz in Montreux: Presents Dizzy Gillespie Sextet '77 (Eagle Vision USA)
- 2005 Summer Jazz Live at New Jersey 1987 (FS World Jazz / Alpha Centauri Entertainment)
- 2005 A Night in Havana: Dizzy Gillespie in Cuba (New Video Group)
- 2006 Jazz Icons: Live in '58 & '70 (Universal)
- 2008 London Concerts 1965 & 1966 (Impro-Jazz Spain)